# Boscarla de Kiritimati
La boscarla de Kiritimati (Acrocephalus aequinoctialis) és una espècie d'ocell de la família dels acrocefàlids (Acrocephalidae) que habita matolls espessos de les Illes de la Línia, a Kiribati.